# Tehrik-i-Taliban Pakistan
Tehrik-i-Taliban Pakistan (TTP) – talibańska organizacja zbrojna działająca w Pakistanie, zbrojnie przeciwstawiając się rządowi w Islamabadzie.
Federacja oddziałów talibańskich założona w 2007 r. przez Baitullaha Mehsuda. Po śmierci Baitullaha nowym przywódcą 5 sierpnia 2009 został wybrany 21 sierpnia 2009 Hakimullah Mehsud (zabity 1 listopada 2013).
Organizacja przyznała się do porwania w 2008 i zamordowania Piotra Stańczaka 7 lutego 2009 r.
Baitullah Mehsud przyznał się do przygotowania przez ugrupowanie Tehrik-e-Taliban zamachu w Binghamton w kwietniu 2009, jednak specjaliści podawali jego wersję w wątpliwość.
Ugrupowanie aktywnie walczy od 2004 r. w Pakistanie, przeprowadzając tam liczne ataki terrorystyczne, zamachy samobójcze, partyzanckie ataki na siły pakistańskie oraz rajdy na terytorium Afganistanu. Tehrik-i-Taliban szczególnie aktywny jest na pograniczu afgańsko-pakistańskim, gdzie siły pakistańskie przeprowadziły liczne operacje zbrojne, a amerykańskie lotnictwo prowadzi kampanię polegająca na bombardowaniu celów za pomocą dronów.
Na przełomie 2009 i 2010 r. TTP nawiązało formalną współpracę z Al-Kaidą, wspierając ludźmi, bronią i sprzętem afgańskich pobratymców mułły Muhammada Umara. Mimo iż armia ogłosiła wiele sukcesów podczas takich operacji antytalibskich jak Rah-e-Nijat w Południowym Waziristanie, Bia Daralam w Chajber, Khwakh Ba De Sham w Orakzai czy Koh-e-Sufaid w Kurram, to talibowie za rządów Hakimullaha kontrolowali faktycznie niemal całe obszary Terytoriów Plemiennych Administrowanych Federalnie (FATA) oraz sąsiedniej prowincji Chajber Pasztunchwa. Formalnie obowiązywała tam administracja podległa władzom z Islamabadu, jednak największe wpływy mieli partyzanci.
Mehsud zmienił politykę ugrupowania wobec szyitów i chrześcijan. Baitullaha Mehsud, zakładał nieatakowanie pakistańskich chrześcijan i traktowanie ich raczej jako źródła potencjalnego znacznego dochodu dla przyszłego kalifatu, przez opodatkowanie. Hakimullah, kierując się ideologią Al-Kaidy, przeprowadzał liczne krwawe ataki i zamachy na innowierców, dążąc do ich wyeliminowania.
Począwszy od lipca 2013 pakistańscy talibowie wysyłali do Syrii, gdzie toczyła się wojna domowa, setki bojowników, którzy walczyli w ramach islamistycznej międzynarodówki u boku Islamskiego Państwa w Iraku i Lewancie, będącym siatką Al-Kaidy. Tehrik i-Taliban wyruszył do Syrii, by wesprzeć „przyjaciół mudżahedinów.
Po śmierci Hakimullaha Mehsuda 1 listopada 2013, nowym liderem TTP został Fazlullah, dotychczasowy lider z Doliny Swat.